# Сант'Елена (Мачерата)
Сант'Елена је насеље у Италији у округу Мачерата, региону Марке.
Према процени из 2011. у насељу је живело 21 становника. Насеље се налази на надморској висини од 511 м.